# HLA-A66

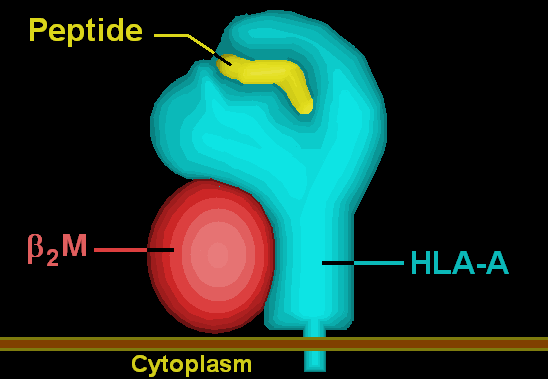

HLA-A66 هو نمط مصلي من مستضد الكريات البيضاء البشرية-أ.